# Pollia horsfieldii
Pollia horsfieldii är en himmelsblomsväxtart som beskrevs av Charles Baron Clarke. Pollia horsfieldii ingår i släktet Pollia och familjen himmelsblomsväxter. Inga underarter finns listade.